# Narodni park Tarangire
Narodni park Tarangire je narodni park v tanzanijski regiji Manyara. Ime parka izvira iz reke Tarangire, ki prečka park. Reka Tarangire je glavni vir sladke vode za divje živali v ekosistemu Tarangire v letni sušni sezoni. Ekosistem Tarangire je opredeljen s selitvijo gnujev in zeber na dolge razdalje. V sušnem obdobju se v narodnem parku Tarangire koncentrira na tisoče živali iz okoliških območij razpršenosti in telitve v mokri sezoni.
Pokriva površino približno 2850 kvadratnih kilometrov. Pokrajino sestavljajo granitni grebeni, rečna dolina in močvirja. Vegetacija je mešanica akacijevih gozdov, gozdov Combretum, sezonsko poplavljenega travnika in kruhovca.

## Živalstvo in rastlinstvo
Park je znan po visoki gostoti slonov in kruhovcev. Obiskovalci parka v sušni sezoni od junija do novembra lahko pričakujejo velike črede na tisoče zeber, gnujev in kafrskih bivolov. Druge običajne živali, ki živijo tukaj so elipsasta obvodna antilopa (Kobus ellipsiprymnus), žirafa, dik dik, impala, navadni eland (Taurotragus oryx), Grantova zebra (Equus quagga boehmi), zamorska mačka (Chlorocebus pygerythrus), navadna progasta mangusta (Mungos mungo) in savanski pavijan (Papio Anubis). Med plenilci v Tarangireju so lev (''Panthera leo melanochaita''), afriški leopard (Panthera pardus pardus), Južnoafriški gepard (Acinonyx jubatus raineyi), karakal, medarski jazbec (Mellivora capensis) in vzhodno afriški hijenski pes (Lycaon pictus lupinus).
Najstarejšo znano slonico, ki je rodila dvojčka, najdemo v Tarangireju. Nedavno rojstvo dvojčkov slonov v narodnem parku Tarangire v Tanzaniji je odličen primer, kako lahko rojstvo teh dveh zdravih in uspešnih dvojčkov premaga vse možnosti.
Park je dom več kot 550 vrst ptic, zato je raj za ljubitelje ptic. Park je znan tudi po termitnjakih, ki so posejani po pokrajini. Tisti, ki so bili zapuščeni, so pogosto dom pritlikavih mungov. Leta 2015 so v parku opazili žirafo, ki je bela zaradi levcizma. Raziskave divjih živali so osredotočene na afriškega savanskega slona in masajsko žirafo.
Od leta 2005 se zavarovano območje šteje za enoto za ohranjanje levov.

## Lega in dostop
Do narodnega parka Tarangire lahko pridete po asfaltirani cesti južno od Aruše v manj kot dveh urah. Nacionalni park Lake Manyara je od Tarangireja oddaljen 70 kilometrov.

## Galerija
- Sloni v narodnem parku Tarangire (2015)
- Gepard, NP Tarangire (2015)
- Afriška sedlarica (Ephippiorhynchus senegalensis), NP Tarangire  (2015)
- Kruhovec, NP Tarangire  (2015)
- Deckenov kljunorožec (Tockus deckeni), NP Tarangire (2015)
- Lev, NP Tarangire  (1997)
- Želva, NP Tarangire  (2015)
- Rdečekljuni kljunorožec, NP Tarangire  (2015)
- Pritlikavi sokol NP Tarangire  (2015)
- Vodomec, NP Tarangire  (2015)
- Savanski pavijan, NP Tarangire  (2015)